# 브루노 잔더
브루노 잔더(독일어: Bruno Sander, 1884년 2월 23일 ~ 1979년 9월 5일)은 오스트리아의 지질학자로, 암석의 조직에 대한 연구방법을 체계적으로 확립한 것으로 알려져 있다.

## 생애
1884년 막스 잔더(Max Sander, 1850-1897)와 마리아 리촐리 잔더(Maria Rizzoli Sander, 1857-1942)의 아들로 태어났다. 1902년 인즈부르크에서 김나지움을 졸업한 이후 그는 인스브루크 대학에서 자연과학을 전공하였다. 1907년 "브릭스너 화강암의 지질학적 기술"이라는 논문을 요세프 블라스(Josef Blaas, 1851-1936) 교수의 지도 아래 저술하였으며 1908년에는 빈 공과대학 교수인 프란츠 토울라(Franz Toula)의 조수가 되었다. 1912년에는 교수로 승진하였으며 제1차 세계 대전 도중에는 군의 위촉을 받아 불가리아와 터키 지역의 산악 지역을 조사하였다. 이후 다시 빈 공과대학으로 돌아와 응용 지질학을 강의하다 1922년 인스부르크 대학의 교수가 되어 1955년까지 재직하였다. 1944년에는 오스트리아 과학 아카데미의 정회원이 되었으며 1959년에는 오스트리아 과학예술훈장을 수훈했다. 그의 이름은 인스부르크 대학의 지구-대기과학과 건물에 붙여져 있다.

## 업적
그는 1905년-1914년과 1924년에 각각 메라노(Merano), 브릭센(Brixen) 지역의 1:100,000 지질도폭을 작성하였으며 1912년에는 칠레르탈에서 마그네사이트 광상을 발견하였다. 그의 가장 중요한 업적은 야외 조사의 결과들과 암석 조직을 현미경으로 관찰한 것을 체계적으로 연결한 것이었다. 그는 암체(巖體) 내의 공간적 배치에 대해 이전의 불분명한 정의를 배제하고 명확한 용어들을 바탕으로 다시 정의했으며 암석의 조직 연구를 위한 여러 용어들과 표기 방법들을 제창하였다. 또한 구조적 분석을 위해 스테레오넷 투영이나 광물의 U-table 분석 등을 활용하였다. 그가 제시한 여러 용어들이나 연구 방법들은 공동 연구자들을 통해 1930년대에 이르러 영미권의 학계에도 도입되었다.

## 상훈
- 펜로즈 메달. 미국지질학회, 1957년
- 에두아드-수에스 메달. 오스트리아 지질학회, 1958년
- 아브라함 고틸레프 베르터 메달. 독일광물학회, 1965년
- 앙드레 뒤몽 메달. 벨기에 지질학회, 1956년
- 오스트리아 과학예술훈장, 1959년

## 주요 저작
- Gefügekunde der Gesteine mit besonderer Berücksichtigung der Tektonite, Wien, Springer Verlag 1930
- Einführung in die Gefügekunde geologischer Körper, 2 Bände, Springer Verlag 1948, 1950
- Beiträge zur Kenntnis des Anlagerungsgefüges, Tschermaks Mineralogische und Petrographische Mitteilungen, Band 48, 1936, S. 27–209
- Petrofabrics and Orogenesis, American Journal of Science, Band 28, 1934, S. 37–50
- An introduction to the study of fabrics of geological bodies, Pergamon Press 1970

## 출전
- https://www.deutsche-biographie.de/pnd119302594.html#ndbcontent